# BRUGEL
BRUGEL (officieel Brussel Gas Electriciteit, in het Frans Bruxelles Gaz Electricité) is de regulerende instantie voor de gas- en elektriciteitsmarkt in het Brussels Hoofdstedelijk Gewest. Zij is in december 2006 opgericht onder auspiciën van Leefmilieu Brussel,
de overheidsdienst voor milieu en energie in Brussel, en effectief in werking sedert 1 januari 2007. Het heeft als algemene opdracht de organisatie en de werking van de gewestelijke energiemarkt te volgen en te controleren en de gewestelijke regering hierover te adviseren.
BRUGEL werkt onafhankelijk van de Brusselse Hoofdstedelijke Regering, en wordt geleid door een raad van bestuur bestaande uit een voorzitter en vier bestuurders, benoemd door de Brusselse Hoofdstedelijke Regering.
In 2017 werden de bevoegdheden van BRUGEL uitgebreid tot de watersector, inclusief de waterprijzen en contractvoorwaarden. Er werd eveneens een bemiddelingsdienst opgericht.